# Philipp Petzschner
Philipp Petzschner (Bayreuth, Baviera; 24 de marzo de 1984) es un extenista profesional alemán, conocido por su velocidad en la pista.
Consiguió su primer título de ATP en el Torneo de Viena de 2008. Allí dio la gran sorpresa al pasar la clasificación y avanzar hasta el título cuando ocupaba el puesto 107 del ranking. En el camino al título venció a jugadores como Stanislas Wawrinka (la primera victoria de su carrera ante un top-ten), Feliciano López y Gael Monfils. Con este triunfo logró ubicarse por primera vez entre los mejores 100 del ranking ATP. En este mismo torneo alcanzó su primera final en dobles, junto al austríaco Alexander Peya.

## Títulos de Grand Slam

### Dobles

#### Campeón (2)
| Año  | Torneo             | Pareja        | Oponentes en la final                | Resultado     |
| 2010 | Wimbledon          | Jurgen Melzer | Robert Lindstedt Horia Tecau         | 6-1, 7-5, 7-5 |
| 2011 | Abierto de EE. UU. | Jurgen Melzer | Mariusz Fyrstenberg Marcin Matkowski | 6-2, 6-2      |

## Títulos ATP (9; 1+8)

### Individual (1)
| Leyenda                   |
| Grand Slam (0)            |
| ATP Wourld Tour Final (0) |
| ATP Masters 1000 (0)      |
| ATP World Tour 500 (1)    |
| ATP World Tour 250 (0)    |

| N.º | Fecha                | Torneo | Superficie | Oponente en la final | Resultado |
| --- | -------------------- | ------ | ---------- | -------------------- | --------- |
| 1.  | 6 de octubre de 2008 | Viena  | Dura (i)   | Gael Monfils         | 6-4, 6-4  |

#### Finalista (2)
| N.º | Fecha               | Torneo           | Superficie | Oponente en la final  | Resultado        |
| --- | ------------------- | ---------------- | ---------- | --------------------- | ---------------- |
| 1.  | 12 de junio de 2011 | Halle            | Hierba     | Philipp Kohlschreiber | 6-7(5) 0-2, ret. |
| 2.  | 23 de junio de 2012 | 's-Hertogenbosch | Hierba     | David Ferrer          | 3-6, 4-6         |

### Dobles (8)
| Leyenda                   |
| Grand Slam (2)            |
| ATP Wourld Tour Final (0) |
| ATP Masters 1000 (0)      |
| ATP World Tour 500 (2)    |
| ATP World Tour 250 (4)    |

| No. | Fecha                    | Torneo             | Superficie    | Pareja        | Oponentes en la final                | Resultado           |
| --- | ------------------------ | ------------------ | ------------- | ------------- | ------------------------------------ | ------------------- |
| 1.  | 7 de febrero de 2010     | Zagreb             | Dura          | Jürgen Melzer | Arnaud Clement Olivier Rochus        | 3-6, 6-3, [10-8]    |
| 2.  | 3 de julio de 2010       | Wimbledon          | Hierba        | Jürgen Melzer | Robert Lindstedt Horia Tecău         | 6-1, 7-5, 7-5       |
| 3.  | 13 de febrero de 2011    | Róterdam           | Dura (i)      | Jürgen Melzer | Michaël Llodra Nenad Zimonjić        | 6-4, 3-6, [10-5]    |
| 4.  | 15 de julio de 2011      | Stuttgart          | Tierra batida | Jürgen Melzer | Marc López Marcel Granollers         | 6-3, 6-4            |
| 5.  | 10 de septiembre de 2011 | Abierto de EE. UU. | Dura          | Jürgen Melzer | Mariusz Fyrstenberg Marcin Matkowski | 6-2, 6-2            |
| 6.  | 19 de octubre de 2014    | Viena              | Dura (i)      | Jürgen Melzer | Andre Begemann Julian Knowle         | 7-6(6), 4-6, [10-7] |
| 7.  | 23 de julio de 2017      | Bastad             | Tierra batida | Julian Knowle | Sander Arends Matwé Middelkoop       | 6-2, 3-6, [10-7]    |
| 8.  | 17 de junio de 2018      | Stuttgart          | Hierba        | Tim Puetz     | Robert Lindstedt Marcin Matkowski    | 7-6(5), 6-3         |

#### Finalista (7)
| N.º | Fecha                 | Torneo    | Superficie    | Pareja          | Oponentes en la final              | Resultado      |
| --- | --------------------- | --------- | ------------- | --------------- | ---------------------------------- | -------------- |
| 1.  | 12 de octubre de 2008 | Viena     | Dura (i)      | Alexander Peya  | Max Mirnyi Andy Ram                | 1-6, 5-7       |
| 2.  | 28 de julio de 2008   | Stuttgart | Tierra batida | Christopher Kas | Carlos Berlocq Eduardo Schwank     | 6-7(5), 6-7(6) |
| 3.  | 7 de enero de 2012    | Brisbane  | Dura          | Jürgen Melzer   | Max Mirnyi Daniel Nestor           | 1-6, 2-6       |
| 4.  | 8 de enero de 2016    | Doha      | Dura          | Alexander Peya  | Feliciano López Marc López         | 4-6, 3-6       |
| 5.  | 14 de febrero de 2016 | Róterdam  | Dura (i)      | Alexander Peya  | Nicolas Mahut Vasek Pospisil       | 6-7(2), 4-6    |
| 6.  | 27 de febrero de 2016 | Acapulco  | Dura          | Alexander Peya  | Treat Huey Max Mirnyi              | 6-7(5), 3-6    |
| 7.  | 30 de abril de 2017   | Barcelona | Tierra batida | Alexander Peya  | Florin Mergea Aisam-ul-Haq Qureshi | 4-6, 3-6       |

## Clasificación en torneos del Grand Slam

### Individual
| Torneo          | 2007 | 2008 | 2009 | 2010 | 2011 | 2012 | 2013 | 2014 | 2015 | Títulos |
| --------------- | ---- | ---- | ---- | ---- | ---- | ---- | ---- | ---- | ---- | ------- |
| Australian Open | -    | -    | 1R   | 1R   | 1R   | 2R   | -    | -    | -    | 0       |
| Roland Garros   | -    | -    | 2R   | 1R   | 2R   | 1R   | 1R   | -    | -    | 0       |
| Wimbledon       | -    | 2R   | 3R   | 3R   | 1R   | 2R   | 1R   | -    | -    | 0       |
| US Open         | 2R   | -    | 2R   | 2R   | 2R   | 2R   | 1R   | -    | -    | 0       |

### Dobles
| Torneo          | 2006 | 2007 | 2008 | 2009 | 2010 | 2011 | 2012 | 2013 | 2014 | 2015 | Títulos |
| --------------- | ---- | ---- | ---- | ---- | ---- | ---- | ---- | ---- | ---- | ---- | ------- |
| Australian Open | -    | 1R   | -    | 2R   | 3R   | CF   | 3R   | -    | -    | -    | 0       |
| Roland Garros   | 1R   | -    | -    | 1R   | 1R   | 1R   | 3R   | 1R   | -    | -    | 0       |
| Wimbledon       | 2R   | -    | CF   | 2R   | G    | CF   | SF   | -    | -    | SF   | 1       |
| US Open         | 2R   | -    | CF   | 1R   | 1R   | G    | 2R   | 1R   | -    | 1R   | 1       |

## Torneos Challengers y Futures

### Individuales

#### Títulos
| Leyenda         |
| Challengers (1) |
| Futures (2)     |

| No. | Fecha                  | Torneo  | Superficie    | Oponente en la final | Resultado |
| 1.  | 9 de diciembre de 2002 | Ostrava | Tierra batida | Jean-Claude Scherrer | 6–3 6–3   |
| 2.  | 27 de marzo de 2006    | Dubái   | Dura          | Jan Masik            | 7–6 6–2   |
| 3.  | 8 de octubre de 2007   | Rennes  | Dura          | Gilles Müller        | 6–3 6–4   |

### Dobles

#### Títulos
| Leyenda          |
| Challengers (11) |
| Futures (11)     |

| No. | Fecha                   | Torneo          | Superficie    | Pareja            | Oponentes en la final             | Resultado    |
| 1.  | 5 de noviembre de 2001  | Wil             | Moqueta       | Stephane Bohli    | Jan Riha Pavel Riha               | 7–6 3–6 6–3  |
| 2.  | 22 de abril de 2002     | Riemerling      | Tierra batida | Sebastian Jaeger  | Lauri Kiiski Janne Ojala          | 6–1 7–6      |
| 3.  | 2 de diciembre de 2002  | Ostrava         | Tierra batida | Simon Stadler     | Tomáš Berdych Lukáš Dlouhý        | 6–3 6–1      |
| 4.  | 13 de enero de 2003     | Biberach        | Dura          | Daniel Elsner     | Alberto Brizzi Michael Ryderstedt | 6–4 6–4      |
| 5.  | 19 de eero de 2004      | Doha            | Dura          | Lars Uebel        | Karim Maamoun Mohamed Maamoun     | 4–6 6–3 6–4  |
| 6.  | 1 de marzo de 2004      | Faro            | Dura          | Christopher Kas   | Boris Borgula Roman Kukal         | 3–6 6–1 6–4  |
| 7.  | 3 de mayo de 2004       | Valdengo        | Tierra batida | Christopher Kas   | Giuseppe Menga Massimo Ocera      | 6–3 6–1      |
| 8.  | 16 de agosto de 2004    | Mönchengladbach | Tierra batida | Christopher Kas   | Karsten Braasch Franz Stauder     | 3–6 6–2 7–6  |
| 9.  | 15 de noviembre de 2004 | Eckental        | Moqueta       | Christopher Kas   | Daniele Bracciali Petr Luxa       | 6–4 7–6      |
| 10. | 3 de enero de 2005      | Nußloch         | Moqueta       | Lars Uebel        | David Klier Frank Wintermantel    | 6–4 6–7 7–5  |
| 11. | 10 de enero de 2005     | Stuttgart       | Dura          | Lars Uebel        | Komlavi Loglo Nicolas Tourte      | 6–4 7–6      |
| 12. | 21 de enero de 2005     | Wolfsburgo      | Moqueta       | Alexander Peya    | Aisam-Ul-Haq Qureshi Lovro Zovko  | 6–2 6–4      |
| 13. | 16 de mayo de 2005      | Dresde          | Tierra batida | Christopher Kas   | Bart Beks Martijn Van Haasteren   | 6–7 6–2 6–4  |
| 14. | 3 de octubre de 2005    | Mons            | Moqueta       | Christopher Kas   | Tomáš Cibulec Tom Vanhoudt        | 7–6 6–2      |
| 15. | 7 de noviembre de 2005  | Eckental        | Moqueta       | Christopher Kas   | Torsten Popp Jasper Smit          | 6–3 7–5      |
| 16. | 23 de enero de 2006     | Heilbronn       | Moqueta       | Christopher Kas   | Lukáš Dlouhý David Škoch          | 6–7 6–3 10–4 |
| 17. | 30 de enero de 2006     | Mettmann        | Moqueta       | Phil Stolt        | Florin Mergea Gabriel Moraru      | 6–3 6–3      |
| 18. | 20 de febrero de 2006   | Besançon        | Dura          | Christopher Kas   | Jean-Claude Scherrer Lovro Zovko  | 6–2 6–2      |
| 19. | 27 de marzo de 2006     | Dubái           | Dura          | Marco Chiudinelli | Viktor Troicki Mischa Zverev      | 7–5 6–2      |
| 20. | 17 de abril de 2006     | Cardiff         | Dura          | Alexander Peya    | Filip Prpic Björn Rehnquist       | 4–6 6–3 10–7 |
| 21. | 3 de septiembre de 2007 | Donetsk         | Dura          | Simon Stadler     | Patrick Briaud Nicholas Monroe    | 3–6 7–5 10–6 |
| 22. | 8 de octubre de 2007    | Rennes          | Dura          | Björn Phau        | Filip Polášek Igor Zelenay        | 6–2 6–2      |